# Monte Colombo
Monte Colombo foi uma comuna italiana da região da Emília-Romanha, província de Rimini, com cerca de 1.896 habitantes. Estende-se por uma área de 11 km², tendo uma densidade populacional de 172 hab/km². Faz fronteira com Coriano, Gemmano, Montescudo, San Clemente.
Em 1 de janeiro de 2016 foi criado a comuna de Montescudo-Monte Colombo, a partir da fusão das comunas de Montescudo e Monte Colombo.

## Demografia
| Variação demográfica do município entre 1861 e 2011                               |
|                                                                                   |
| Fonte: Istituto Nazionale di Statistica (ISTAT) - Elaboração gráfica da Wikipedia |